# 十時氏
十時氏（とときし）は、大神氏族入倉氏の分流。戸次氏家臣や柳川藩主家立花氏重臣を出した氏族である。
家名は所領の豊後国大野郡十時庄（現在の大分県豊後大野市大野町十時）が由来としている。

## 歴史
大友氏に所領を削減された豊後大神氏一族で豊後国大分郡入倉庄（現在の大分県大分市入蔵）居住の入倉四郎左衛門の子にあたる惟信（長門守）が十時庄に移され、惟信（長門守）が十時氏を称したことにより十時氏が成立する。

## 嫡家
年代不詳ながら大友氏からの恩地を受けたまま戸次氏の客分となり、嫡家は戸次統常の子である戸次延常（亀松）の代まで戸次家に仕えた。その後、文禄2年（1593年）の大友義統の改易や戸次延常（亀松）の早世の後に立花宗茂に仕官、子孫は柳川藩士として存続した。

## 分流・柳川藩家老家
惟信(長門守)の長男の上総介のほかに男子がおり、三男の河内守、四男の孫右衛門、五男の勘解由がそれぞれ十時氏分流となった。
十時氏分流のうち、十時氏初代の惟信(長門守)の四男にあたる孫右衛門の子孫で石高2000石(初め3000石)の家と嫡家4代目で休松の戦いで戦死した十時惟忠(右近太夫)の次男・十時連秀の子孫で石高1000石の家が江戸時代に柳川藩の組頭世襲の家老家となる。このうち前者は十時惟次、十時連貞を出したほか、最後の柳川藩主立花鑑寛の外祖父で立花大学家の祖となる立花通厚が養子となっていた。